# Солнышково

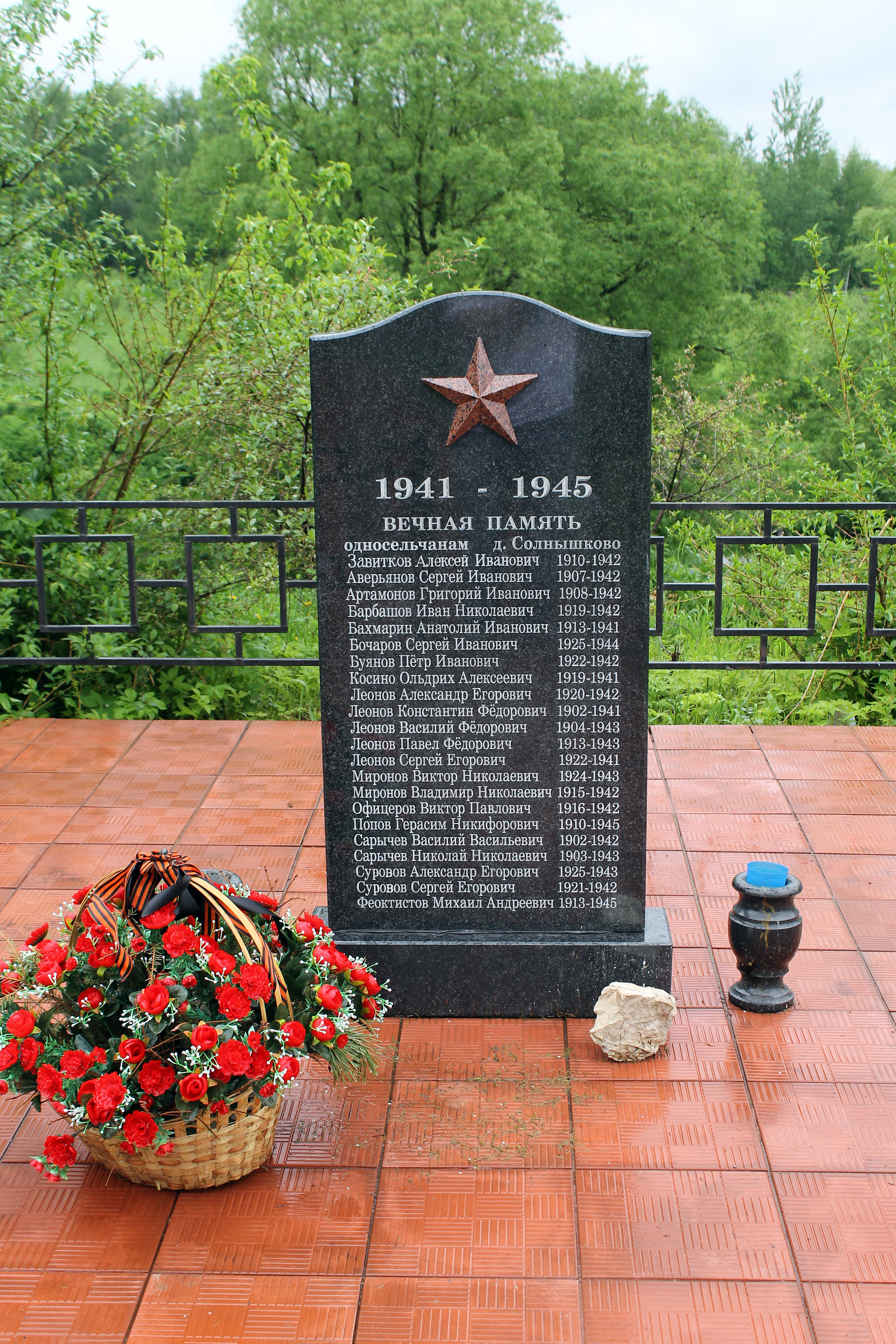
Мемориал погибшим в Великой Отечественной войне

Со́лнышково — деревня в Чеховском муниципальном районе Московской области России. Ранее входила в сельское поселение Баранцевское. По состоянию на 2022 года является деревней в составе Чеховского городского округа. Расположена в 2 км от города Чехова на берегах реки Лопасни. С востока к деревне примыкает ж/д Московско-Курского направления. А с запада граничит с деревней Манушкино.

## Дорога
Дорога в эту деревню прямиком идёт со станции Чехов параллельно железной дороге Курского хода, по ходу железной дороги от станции Чехов в южном направлении (при движении в сторону Серпухова), прямым путём от Товарной улицы, оставляя справа примыкающие дороги Литейной улицы, поворота на Карьер и съезд к территориям СНТ "Химик" и "Медик".

## Население
| 2002 | 2006 | 2010 |
| ---- | ---- | ---- |
| 48   | ↗59  | ↗83  |

## Достопримечательности
На территории деревни расположен мемориал павшим воинам в Великую Отечественную войну.

## Иллюстрации

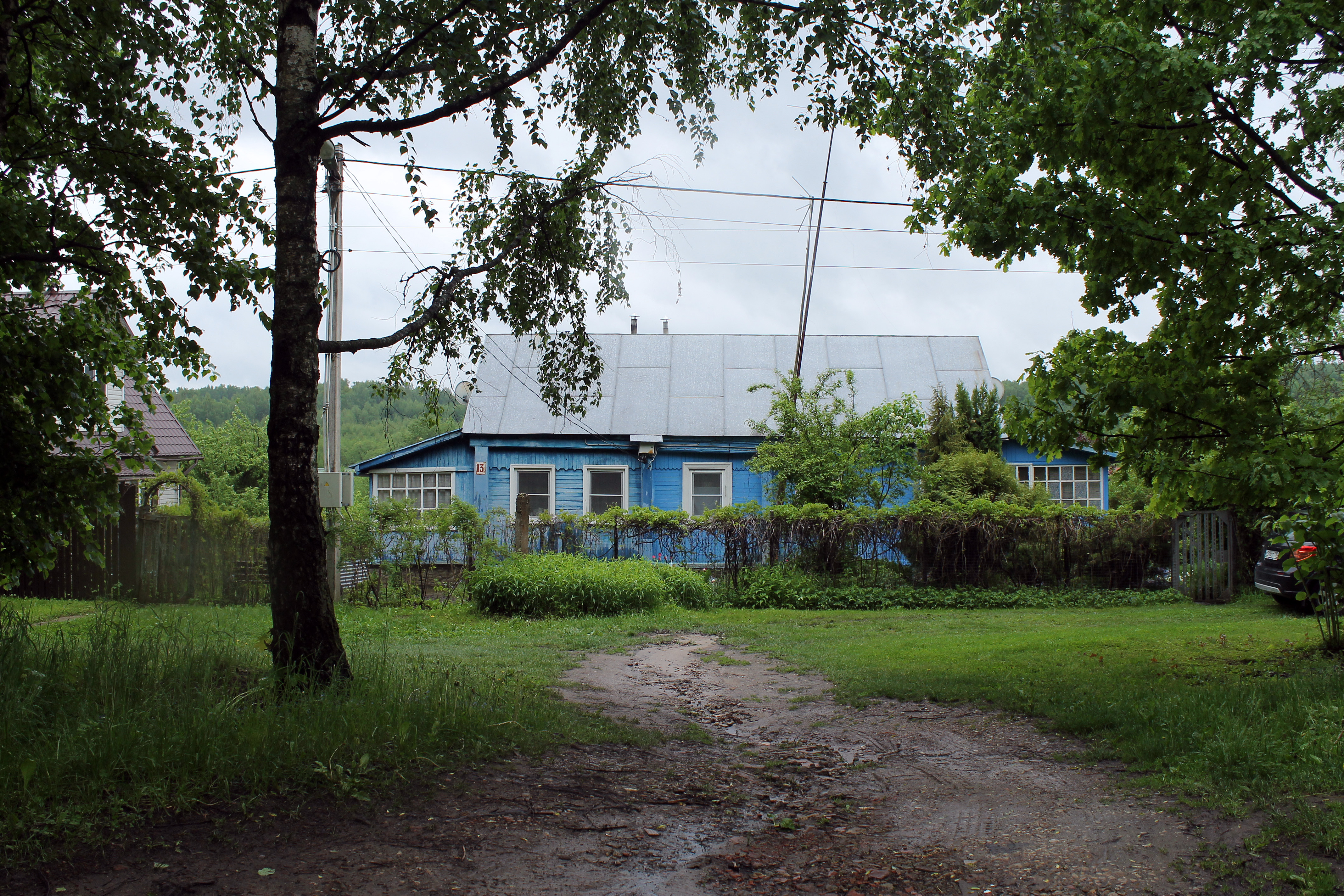
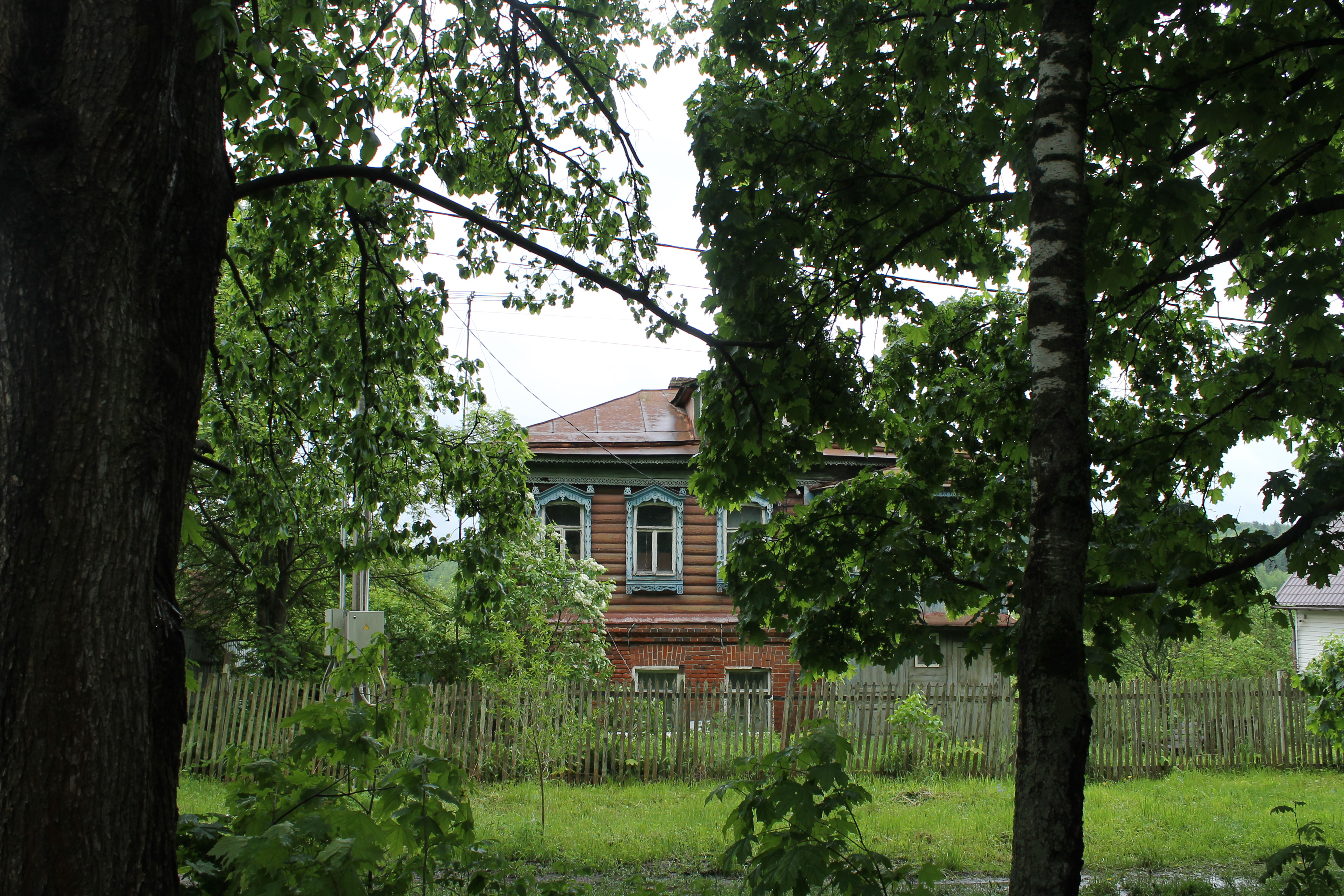
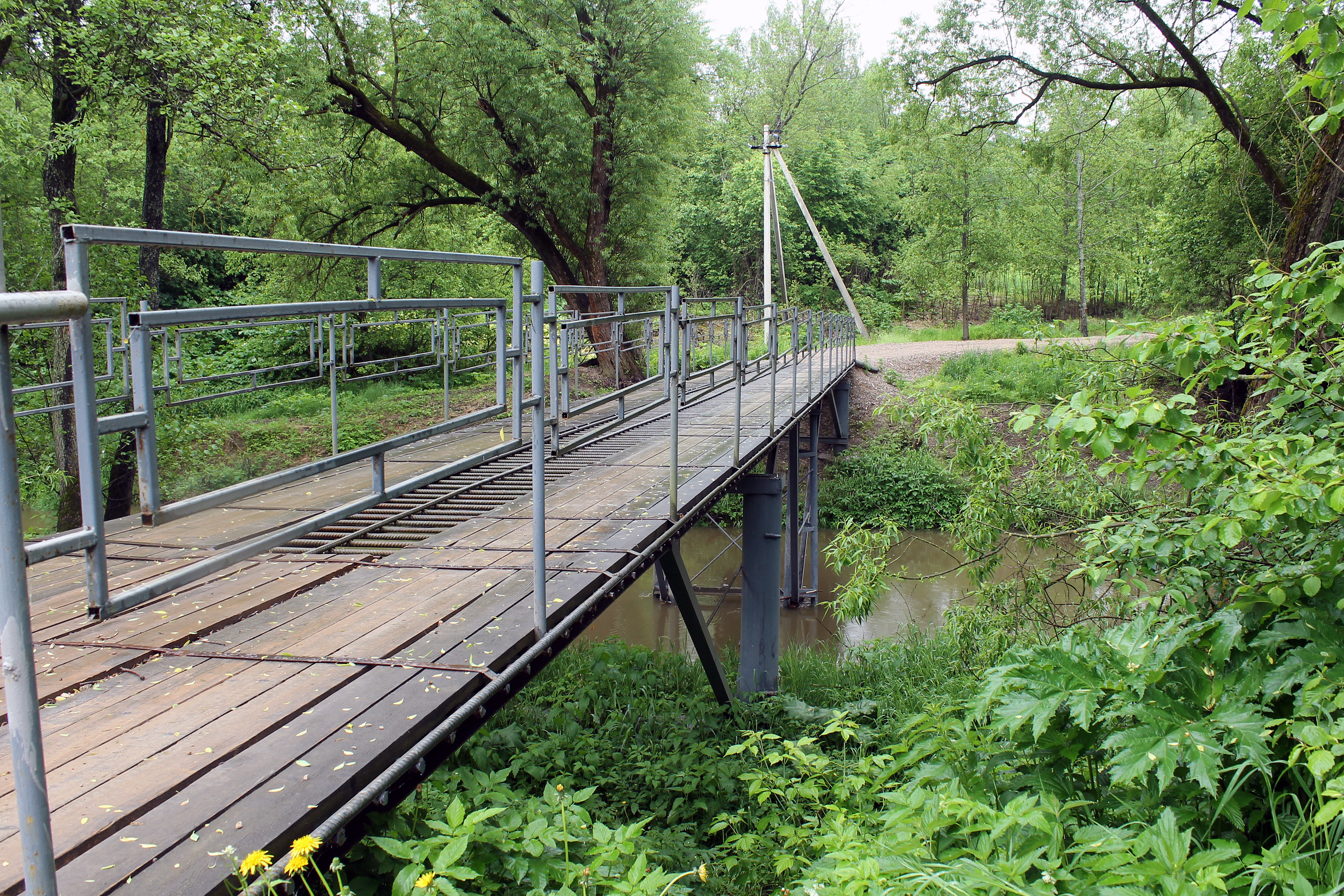
Мост через реку Лопасня